# Vallée du Belice
Pour les articles homonymes, voir Belice (homonymie).

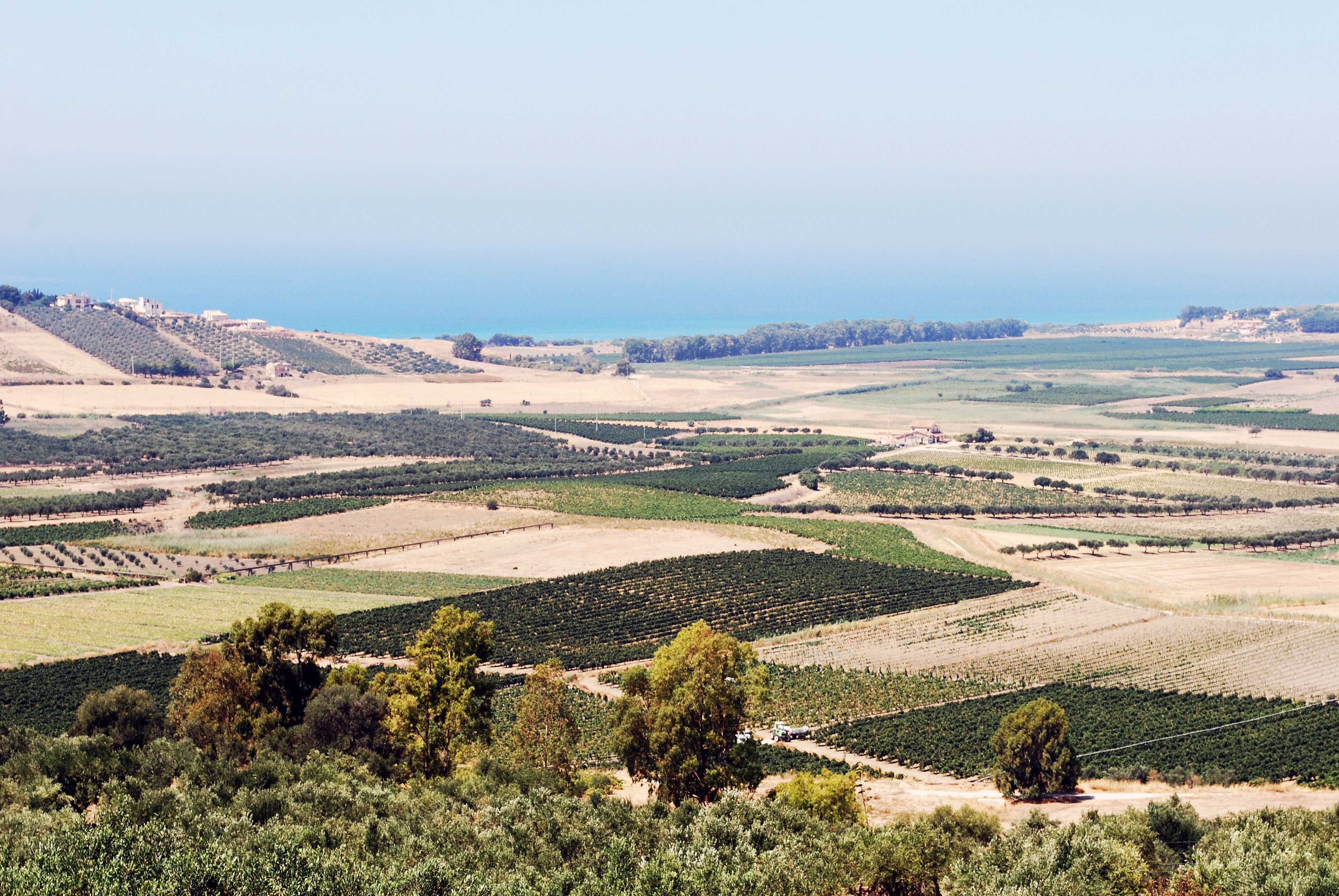
Panorama de la vallée : vignobles et oliveraies.

La vallée du Belice (en italien : Valle del Belice) est une vallée creusée par le cours du fleuve Belice, dans la province de Trapani, en Sicile.
Long de 107 kilomètres, le fleuve est formé par la réunion de deux affluents, le Belice droit (45,5 km, provenant du versant sud des Monts de Palerme) et le Belìce gauche (42 km, coulant depuis le versant sud de la Rocca Busambra).
La vallée est orientée dans une direction nord-est/sud-ouest jusqu'à la confluence des deux branches, puis se courbe vers le SE pour se jeter sur la côte sud de l'île, près de Sélinonte.

## Histoire

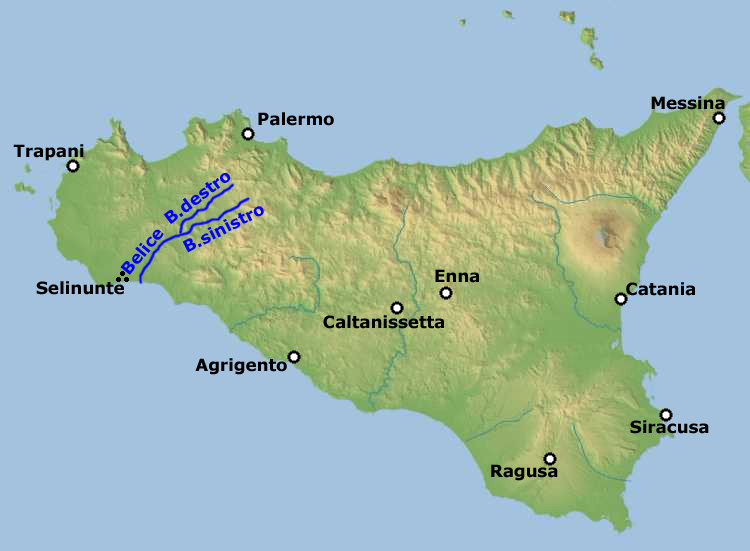
La vallée du Belice représentée sur une carte de la Sicile.

### Antiquité
Habitée depuis la Préhistoire, la vallée connait l'implantation d'habitats élymes, phéniciens puis grecs : elle est riche de sites archéologiques composés d'importants vestiges et d'artéfacts qui témoignent de l'importance du Belice, possiblement l'antique Crimisos et le plus important cours d'eau de Sicile occidentale, dans le peuplement de cette partie de l'île.
Proche de la Rocca di Entella, se trouve l'important site archéologique d'Entella, fameux pour ses « décrets d'Entella ». Il est possible que l'aire ait accueilli aussi l'ancienne cité de Nakone (it), dont il est conservé de minces sources littéraires, plusieurs pièces de monnaie et les dits « décrets de Nakone », réunis à ceux d'Entella.
D'autres sites archéologiques archaïques ont été mis au jour : Iaitas, le Mont Maranfusa, Entella, Pizzo Nicolosi, Montagna Vecchia di Corleone, Monte Triona, Cozzo Spolentino…

### Époques moderne et contemporaine
Cette vallée, isolée des centres économiques et politiques siciliens et italiens, est l'un des principaux territoires du système latifundiaire sicilien depuis le Moyen Âge, lequel se maintient jusqu'aux réformes agraires des années 1950 et 1960. Les sols aux faibles rendement en blé, les paysages arides, les grands propriétaires absents et la mafia violente fournissent peu de richesse aux paysans, essentiellement journaliers, vivant dans des villages miséreux décrits par Leopoldo Franchetti et Sidney Sonnino en 1876 dans leur enquête sur la Sicile, ou par l'économiste Giovanni Lorenzoni. 
Celui-ci préconise en 1907, la construction de barrages sur le fleuve pour irriguer les cultures et produire de l'électricité, mais il faut attendre la fin des années 1920 et la bonification agricole fasciste pour que de tels travaux d'aménagements soient entrepris autour des associations de propriétaires : le Consorzio per la trasformazione fondiaria del bacino dell’Alto e Medio Belice, créé en 1927, demande au ministère des Travaux Publics en 1933, la construction de barrages pour l'irrigation pour une conversion agricole, sans production d’énergie, mais aussi la construction de routes, la reforestation contre l’érosion du sol et les glissements de terrain, et la création de nouveaux villages. La colonisation rurale devant à la fois accompagner la mutation de l'économie agraire, faciliter la vie des paysans et rééquilibrer l'occupation du territoire italien, se traduit dans la vallée du Belice par la création de plusieurs bourgs ruraux fascistes, comme Borgo Schirò inauguré par Benito Mussolini.
En revanche, les équipements structurants tardent, et l'argent du plan Marshall, de la Banque mondiale et de la Cassa del Mezzogiorno doit enfin permettre leur édification. Aspirant toujours à un développement agricole, un nouveau plan est conçu en 1952 par le consortium de bonification du Belice, qui reprend les idées de barrages, d'un réseau d’irrigation, de routes, de reforestation, et de nouveaux villages. 
Mais les politiques de développement industriel qui émergent dans la deuxième moitié des années 1950 (et aboutissent en Sicile à la création des pôles pétrochimiques de Milazzo, Augusta-Priolo et Gela) marginalisent les vallées agricoles intérieures et réactivent les migrations vers l’Italie industrialisée et l'Europe du Nord. La société civile tente de s'opposer au désengagement financier de l’État, à l'image des comités citoyens, manifestations et grèves de la faim initiés par sociologues Danilo Dolci et Lorenzo Barbera, pour obtenir la réalisation des projets d’aménagement. Malgré les promesses, le sous-investissement national et régional dans la vallée persiste.
Alors qu'elle n'avait jamais connu d'événements sismiques notables, en janvier 1968, toute la vallée est secouée par un fort mouvement tellurique, connu comme le « tremblement du Belice » : quatorze villes seront touchées et les villes de Gibellina, Poggioreale, Salaparuta et Montevago entièrement détruites. Considérés comme responsables du sous-développement de la région, et donc de l'intensité des dommages matériels et humains, les pouvoirs publics élaborent un plan de reconstruction, d’aménagement, d'urbanisation et d'industrialisation du territoire, porteur d'une promesse de progrès.

## Ressources

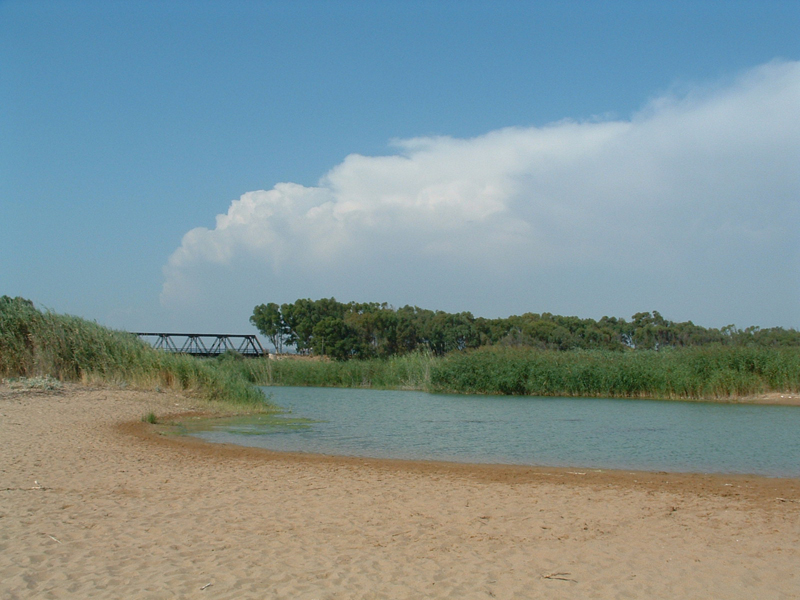
L'estuaire du Belice.

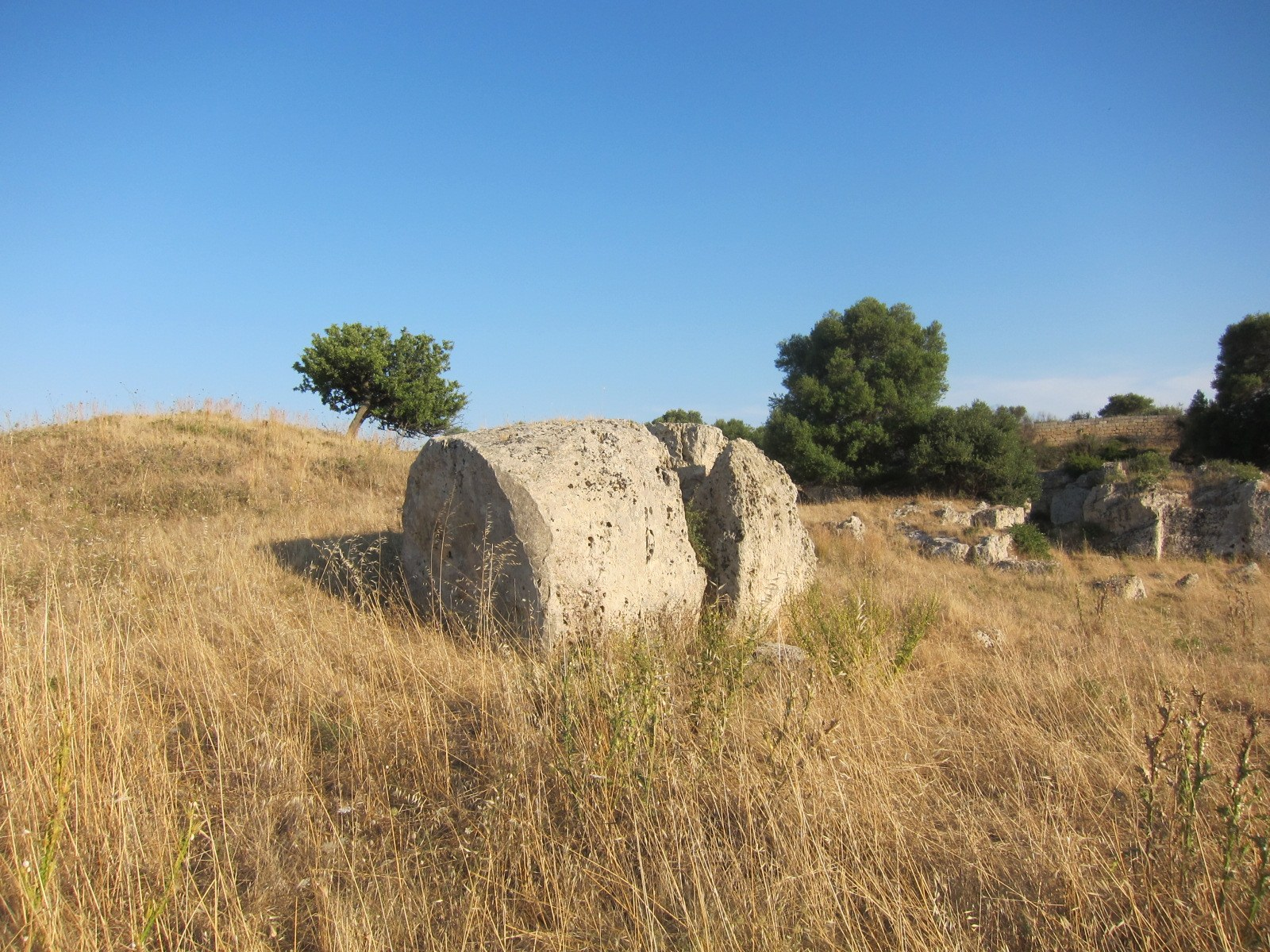
Vestige d'un tambour abandonné d'une colonne aux carrières de Cusa.

### Hydrographique
Dans la première moitié des années 1980, aux pieds de la Rocca di Entella, le Consorzio per l'Alto e Medio Belìce Sinistro (Consortium pour le haut et le moyen Belice gauche),  crée un lac artificiel qui contribue en partie à résoudre les sérieux problèmes d'approvisionnement en eau des zones cultivées, devenant dans le même temps une zone d'hivernage pour la migration des oiseaux.

### Oléiculture
La principale ressource économique de la vallée du Belice est la production agro-alimentaire dont la culture de l'olivier est, aujourd'hui, un des fleurons. L'origine de l'oléiculture dans la vallée remonte probablement à l'installation des premières populations et à la fondation au VIIe siècle av. J.-C. de Sélinonte. Selon Pline l'Ancien, Sélinonte est un centre important d'échanges commerciaux dans la Grande-Grèce et en Méditerranée, grâce à sa puissante flotte et à la qualité de ses denrées alimentaires (vins, céréales et huiles). Aujourd'hui, la vallée est le terroir d'origine de deux dénominations protégées oléicoles, Valle del Belice et la Nocellara del Belice.